# Burgstall Thierling
Der Burgstall Thierling befindet sich in dem gleichnamigen Ortsteil der oberpfälzer Gemeinde Schorndorf im Landkreis Cham auf dem Kalvarienberg.

## Geschichte
Der Name des Ortes weist auf eine Siedlung des Turdil hin. Dahinter verbirgt sich das Dipoldingsche Ministerialengeschlecht der Thierlinger, die später auf Schloss Thierlstein ihren Sitz nahmen.
Ein Witoldus de Turdelingen wird in einer Tradition des Klosters Reichenbach genannt, die zwischen 1118/19 und 1125 datiert wird. Ein im mittleren 12. Jahrhundert genannter Willehard de Turdelingen gilt als dessen Sohn. Die dritte Generation dieser Familie ist mit Albert von Thierling fassbar, der 1167–1170 in einer Oberalteicher Tradition erwähnt wird und in dieser Zeit auch als Zeuge im Kloster Reichenbach auftritt. Zwischen 1190 und 1204 werden die Brüder Ernst und Hartwig von Thierling genannt, einmal findet sich auch ein Friedrich I. von Thierling.
Nach dem Aussterben der Diepoldinger wechselten die Thierlinger in die Ministerialität der Wittelsbacher. Zwischen 1234 und 1247 erscheint ein dominus Ebo de Tvrdeling im Kloster Oberalteich, später auch in einer Tradition des Klosters St. Nikola und in Kloster Niederalteich. 1254 kommt dieser zusammen mit einem Wichmann I. von Thiering als Zeuge in Reichenbach vor. 1254 erscheint zweimal ein Gotpold I. von Thierling als Zeuge in Passau und Niederalteich, Konrad I. von Thierling wird als Zeuge in Cham genannt. 1287 tritt ein Evco von Thierling in einer Urkunde des Klosters Schönthal auf. Sein vermutlicher Bruder Bertholdus von Thierling wird 1299 einmal genannt. Zwischen 1303 und 1324 findet sich Wichmann II. häufig in den Urkunden des Klosters Schönthal. Ein Ebo III. von Thierling dürfte sein Bruder gewesen sein. Am 20. Januar 1329 erwarb er zusammen mit seinem Bruder Stefan I. von Albrecht von Schönstein die Hälfte der Pösinger Au. 1333 kam es dann zwischen dem Regensburger Stift zur Alten Kapelle und den beiden Brüdern über diesen Besitz zu Auseinandersetzungen, der durch einen herzoglichen Schiedsspruch gelöst wurde. Ebo III. tritt noch häufig in Schönthaler und Reichenbacher Urkunden auf, er dürfte um 1375 verstorben sein. Stefan I. war Richter in Cham; dieses Amt hatte er auch 1349 inne, als er zusammen mit seinem Bruder Gotpold II. als Zeuge bei der Übergabe eines Hofes an das Kloster Schönthal durch ihre Schwägerin Margarete von Thierling erscheint. 1360 ist er Inhaber des Viztumamtes in Straubing.
1365 nannte sich Stefan I. erstmals in Thierlstein, damals wurde also der Stammsitz nach Schloss Thierlstein verlegt. Die Anlage in Thierling dürfte aber nicht gleich aufgegeben worden zu sein, denn noch 1411 nannte sich Wolfhart Thierlinger nach diesem Ort. Vermutlich im 15. Jahrhundert fand diese Burg dann ihr Ende.

## Burgstall Thierling heute
Der Burgstall liegt auf dem sogenannten Kalvarienberg, auf dem heute die Kalvarienbergkapelle Maria-Hilf von 1882 ca. 375 m nordöstlich von Thierling liegt. Im östlichen Bereich des Kalvarienberges sind noch Reste einer halbrunden Befestigungsanlage zu sehen, Reste von Baulichkeiten sind nicht mehr vorhanden. Ansonsten ist die bewaldete Kuppe von Felsblöcken übersät.